# 29609 Claudiahuang
A 29609 Claudiahuang (ideiglenes jelöléssel (29609) 1998 RY54) a Naprendszer kisbolygóövében található aszteroida. A LINEAR projekt keretében fedezték fel 1998. szeptember 14-én.